# The Sun Always Shines on T.V.
The Sun Always Shines on T.V. ist ein Synthie-Pop-Song der norwegischen Band a-ha aus dem Jahr 1985. Es war die zweite Singleauskopplung ihres Debütalbums Hunting High and Low. Geschrieben wurde das Stück von Pål Waaktaar.

## Veröffentlichung und Rezeption
The Sun Always Shines on T.V. wurde am 9. November 1985 als zweite Single der Band veröffentlicht und zu einem ihrer größten Erfolge. Der Song schaffte es in die Top 20 der Billboard Hot 100 Charts, in die Top 5 in Deutschland und erreichte die Spitze der Charts von Großbritannien und Irland. Dies war bislang das einzige Mal, dass a-ha eine Single auf Platz 1 der britischen Charts platzieren konnte, wo sie sich im Januar 1986 zwei Wochen halten konnte und dort mit Silber ausgezeichnet wurde. Auch in Frankreich, den Niederlanden, Belgien (V), Schweden und Norwegen erreichte das Lied die Top 10, in letzteren beiden sogar Platz 2.
Das Lied erschien in der anfänglichen New-Wave- und Synthie-Pop-Zeit der Band, wodurch es auch bestimmt wurde. Es wurde im März 2003 in einer Live-Version als Single neu veröffentlicht, womit es in Ost-Europa einen kleineren Erfolg hatte.
Tim DeGravina von Allmusic sagte zu dem Lied:

„‚The Sun Always Shines on T.V.‘ ist genauso spannend [wie ‚Take On Me‘]. Es beginnt emotional, dann knallt es mit Gitarren und Synthesizern, und das mit Harkets eindrucksvollem Gesangsstil. Wenn je ein 1980er-Song den Wall of Sound darstellen würde, dann ‚The Sun Always Shines on T.V.‘“

Pål Waaktaar, Gitarrist der Band, der das Stück geschrieben hat, sagte: „‘The Sun Always Shines On TV’ wurde an einem dieser trüben Tage geschrieben. Ich und Mags [Magne Furuholmen], sahen an einem regnerischen Tag in einem Hotel englisches Fernsehen und der Typ, der das Programm ankündigte, sagte ‘It's a rainy day but, as always, the sun always shines on TV.’ Im Titel geht es um die Macht des Fernsehens und die Art wie Fernsehen das Leben darstellt.“

## Musikvideo
Im Musikvideo zu The Sun Always Shines on T.V. wird die Geschichte aus Take On Me weitererzählt. Wiederum werden hierbei Comic-Bilder und Realaufnahmen gemischt und für die Comicszenen das Verfahren der Rotoskopie verwendet. Regisseur war wie auch schon bei Take On Me Steve Barron.
Am Anfang des Videos verabschiedet sich Morten Harket von dem Mädchen aus dem Café, das wiederum von Bunty Bailey dargestellt wird, verwandelt sich schmerzvoll intensiv in den Helden aus dem Comic des vorherigen Videoclips und verschwindet in einem grellen Licht. Die Geschichte schließt mit einem Schriftzug „The End“, erst dann beginnt das eigentliche Video.
Im Hauptteil des Videos tritt die Band a-ha mit dem Lied in einer Kirche vor einem Publikum bestehend aus nackten Schaufensterpuppen auf, was 1985/86 zu kritischen Reaktionen seitens der Kirche führte. Am Ende des Clips wird die Band aus dem Hintergrund herausgeschnitten und alles endet im Standbild. Beim Video zur Nachfolgesingle Train of Thought wird die Konzeption der Kombination aus Comic und Realaufnahmen fortgesetzt.
Das Video wurde in einer verlassenen Kathedrale gedreht, die nicht als Kirche genutzt wurde und sich in London befindet. Es gewann bei den MTV Video Music Awards 1986 in den Kategorien „Best Editing in a Video“ (Schnitt: David Yardley) und „Best Cinematography in a Video“ (Kameraleitung: Oliver Stapleton) und war zudem in der Kategorie „Best Art Direction in a Video“ (künstlerische Leitung: Stefan Roman) nominiert.

## Kommerzieller Erfolg

### Chartplatzierungen
| ChartsChartplatzierungen       | Höchstplatzierung | Wochen/ Monate |
| ------------------------------ | ----------------- | -------------- |
| Deutschland (GfK)              | 5 (16 Wo.)        | 16 Wo.         |
| Norwegen (IFPI)                | 3 (12 Wo.)        | 12 Wo.         |
| Österreich (Ö3)                | 8 (3 Mt.)         | 3 Mt.          |
| Schweiz (IFPI)                 | 7 (9 Wo.)         | 9 Wo.          |
| Vereinigte Staaten (Billboard) | 20 (17 Wo.)       | 17 Wo.         |
| Vereinigtes Königreich (OCC)   | 1 (12 Wo.)        | 12 Wo.         |

| ChartsJahrescharts (1986)    | Platzierung |
| ---------------------------- | ----------- |
| Deutschland (GfK)            | 39          |
| Vereinigtes Königreich (OCC) | 21          |

### Auszeichnungen für Musikverkäufe
| Land/Region                  | Auszeichnungen für Musikverkäufe (Land/Region, Auszeichnung, Verkäufe) | Verkäufe |
| ---------------------------- | ---------------------------------------------------------------------- | -------- |
| Frankreich (SNEP)            | Silber                                                                 | 250.000  |
| Vereinigtes Königreich (BPI) | Gold                                                                   | 400.000  |
| Insgesamt                    | 1× Silber · 1× Gold ·                                                  | 650.000  |

## Coverversionen
Das Lied wurde in einigen Coverversionen veröffentlicht, und Teile davon wurden als Samples in anderen Titeln verwendet.
- 1996: Interactive
- 2001: Mario Lopez
- 2001: Jive Bunny & the Mastermixers (Ultimate 80s Party)
- 2003: Milk Inc.
- 2005: In Strict Confidence feat. Melotron
- 2008: Atrocity
- 2009: Nadja
- 2009: And One (Liveversion)
- 2013: Damon Paul feat. Patricia Banks